# Вилиами Ма'афу
Вилиами Ма'афу (енгл. Viliami Ma'afu; 9. март 1982) професионални је тонгански рагбиста, који тренутно игра за Ојонакс (рагби јунион). У ИТМ Купу је одиграо 26 мечева за Норт Харбор и постигао 20 поена, а у најјачој лиги на свету одиграо је 13 мечева за Блузсе. Две године провео је у јапанској лиги играјући за Мицубиши Дајнаборсе, па је кратко био у Глазгову, за који није одиграо ниједан меч. Лета 2013. прешао је у Ојонакс, за који је до сада одиграо 44 утакмице и постигао 20 поена. За репрезентацију Тонге одиграо је 28 утакмица и постигао 3 есеја. Бранио је боје Тонге на 2 светска првенства (2011 и 2015).